# Kenkichi Sonogashira
Kenkichi Sonogashira (jap. 薗頭 健吉 Sonogashira Kenkichi; ur. w październiku 1931, w prefekturze Kagoshima) – japoński chemik, odkrywca reakcji sprzęgania Sonogashiry wraz z Nobue Hagiharą w 1975 roku.
W 1956 roku ukończył studia chemiczne na Uniwersytecie Osakijskim, a w 1961 roku otrzymał stopień doktora. W latach 1968–1981 zajmował stanowisko adiunkta na tym uniwersytecie. Od 1981 roku pracował na stanowisku profesora na Osaka City University. W 1991 roku rozpoczął pracę w Fukui University of Technology w Fukui. W 2004 roku przeszedł na emeryturę.